# Parcul Botanic din Timișoara

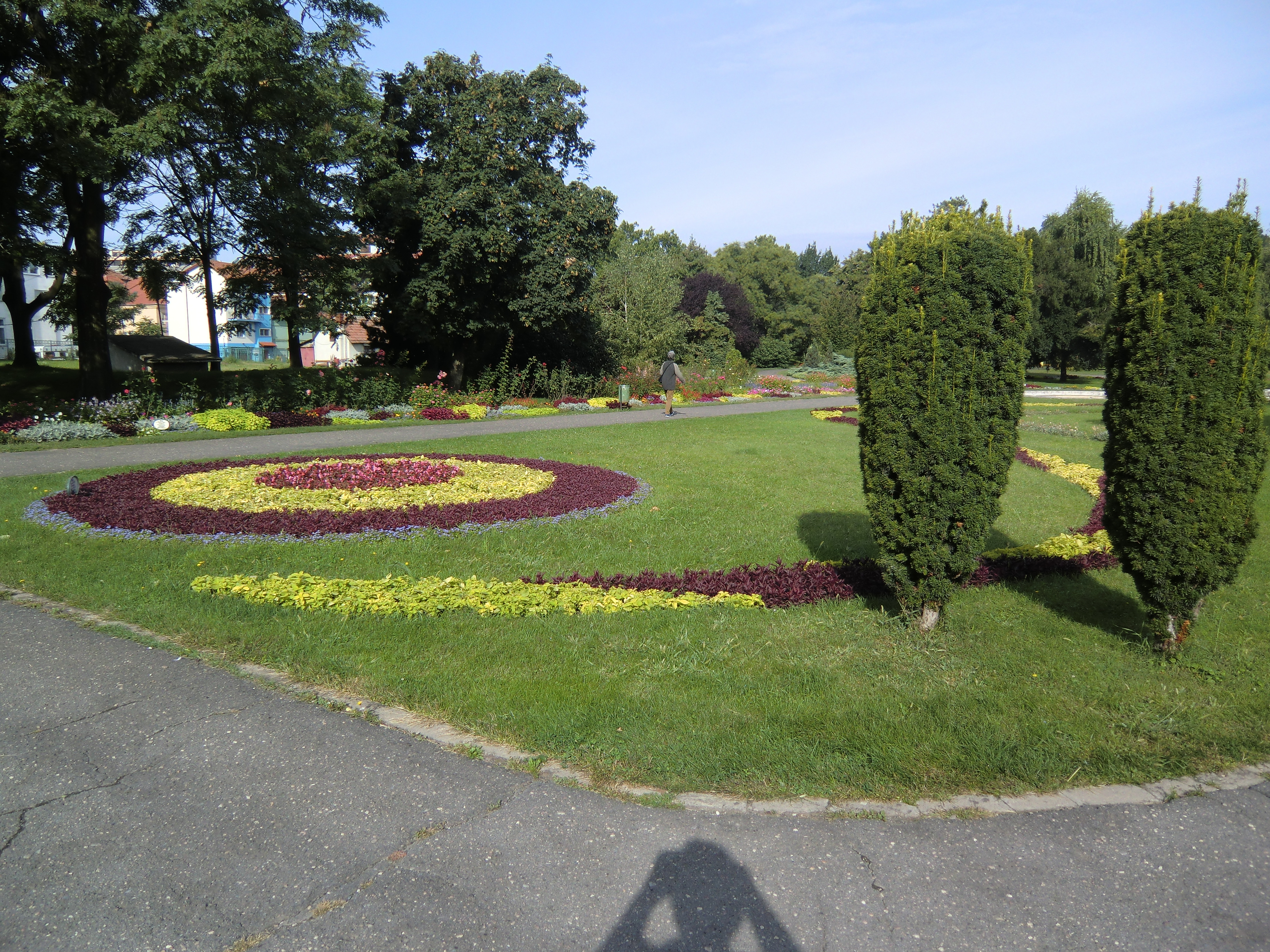
Sectorul Sistematica plantelor al Parcului Botanic din Timisoara

Parcul Botanic din Timișoara, denumit de localnici și Grădina Botanică, este gândit ca un parc dendrologic și a fost înființat în perioada 1986–1990 de către arhitectul Silvia Grumeza. Acesta este situat în imediata vecinătate a fostei cetăți și cuprinde în prezent 218 specii de plante.

## Istoric
Arhitectul Silvia Grumeza a elaborat primul plan al acestui proiect în 1966. În perioada 1986–1990 a urmat plantarea a peste 1.650 de specii de plante de proveniență diversă: parcuri din țară, colecții particulare și schimburi internaționale de semințe. În 1995 a fost pentru prima dată declarat rezervație științifică, cu scopul de a proteja flora locală și exotică.

## Descriere
Parcul are utilitate științifică, didactică, educativă și recreativă, pe timp de vară fiind scena unor activități de artă. Având o suprafață de 9,8 ha, a fost împărțit pe mai multe sectoare:
- sectorul Flora ornamentală (1,6 ha), cu subsectorul Colecția de trandafiri;
- sectorul Flora și vegetația României (2,4 ha), cu subsectorul Flora Banatului;
- sectorul Flora regiunii mediteraneene (0,6 ha);
- sectorul Flora Americii (1,8 ha);
- sectorul Flora Asiei (1 ha), cu subsectorul Grădina japoneză;
- sectorul Sistematica plantelor (0,7 ha);
- sectorul Flora medicinală (0,25 ha);
- sectorul Flora tropicală – serele (0,1 ha).